# 赫里特·道
赫里特·道（荷蘭語：Gerrit Dou，發音：[ˈɣɛrɪt dʌu]；1613年4月7日—1675年2月9日），又称赫拉德·道（Gerard Dou），荷兰黄金时代画家，是伦勃朗的学生。其画作精湛细腻，是莱顿精细画家（Leidse Fijnschilders）的典型代表。赫里特·道擅长风俗画，以视觉陷阱和明暗对比强烈的烛光夜景而闻名。

## 画作

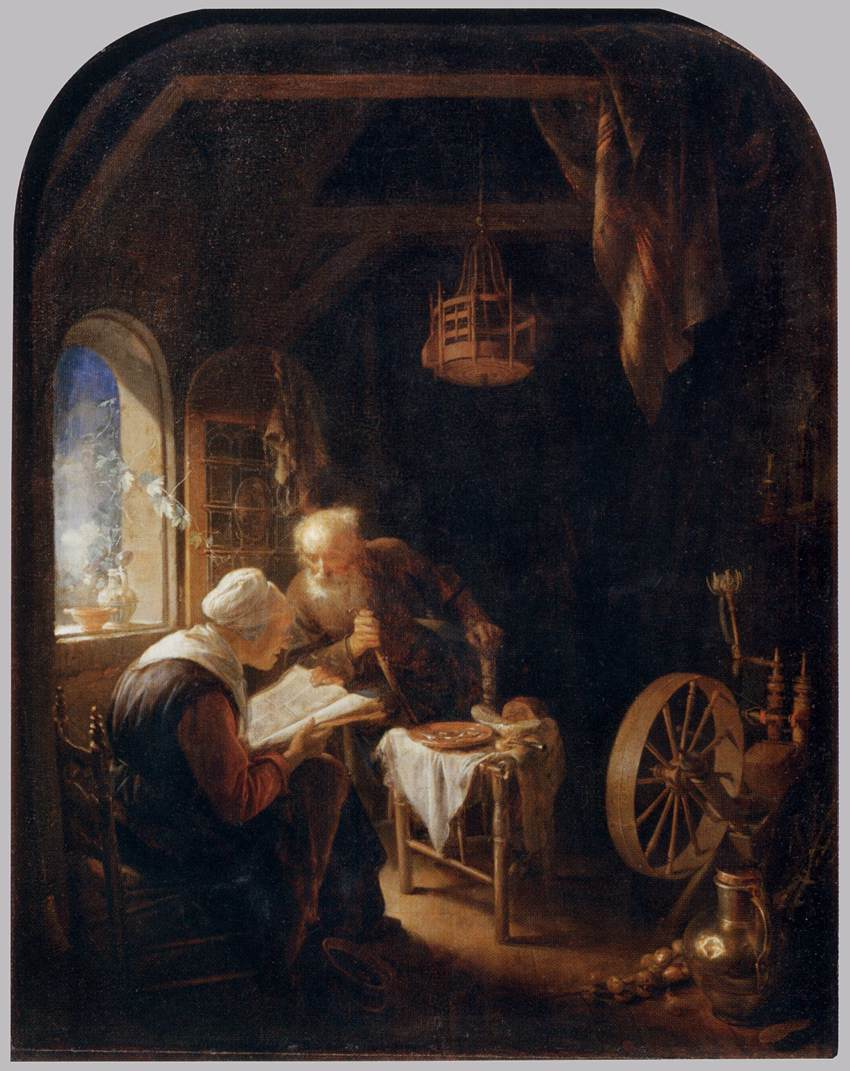
《阅读圣经》，约1645年，今藏于卢浮宫博物馆
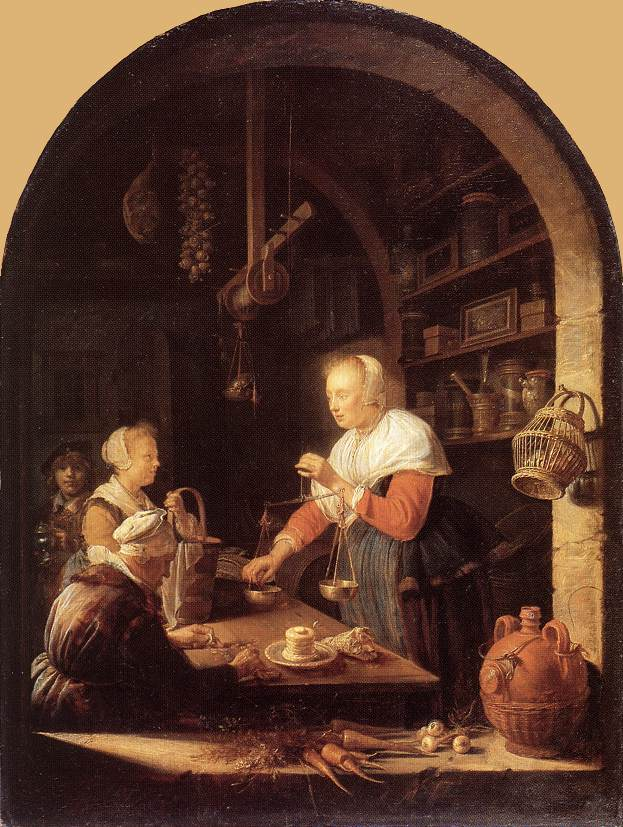
《杂货店》，1647年，今藏于卢浮宫博物馆
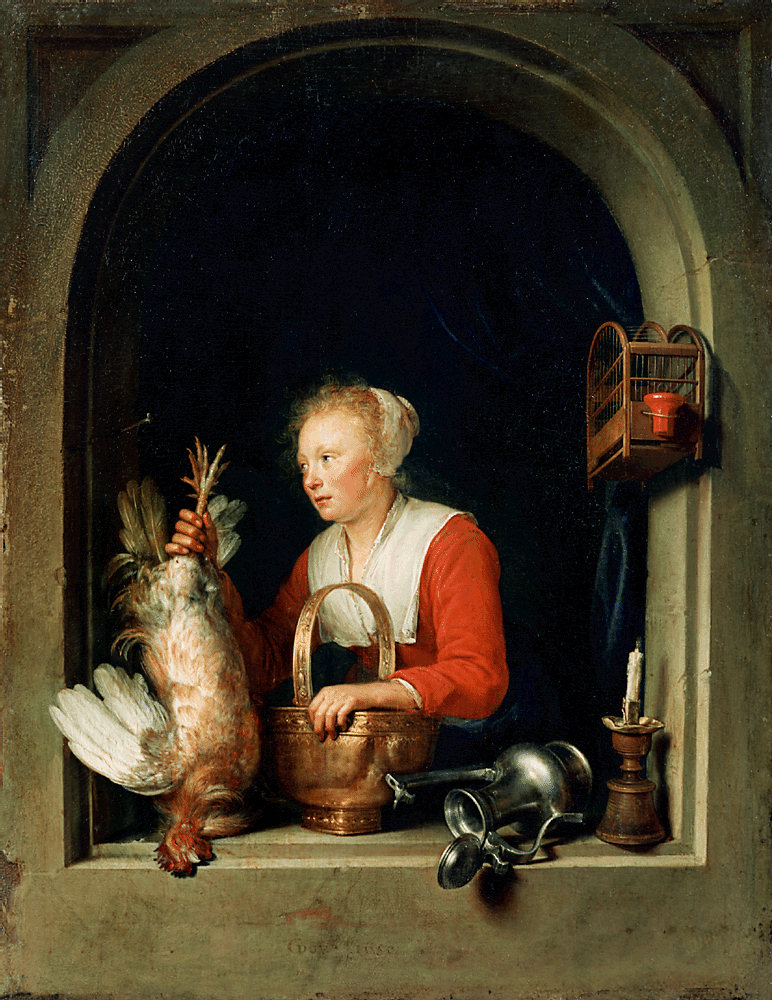
《荷兰家庭主妇》，1650年，今藏于卢浮宫博物馆
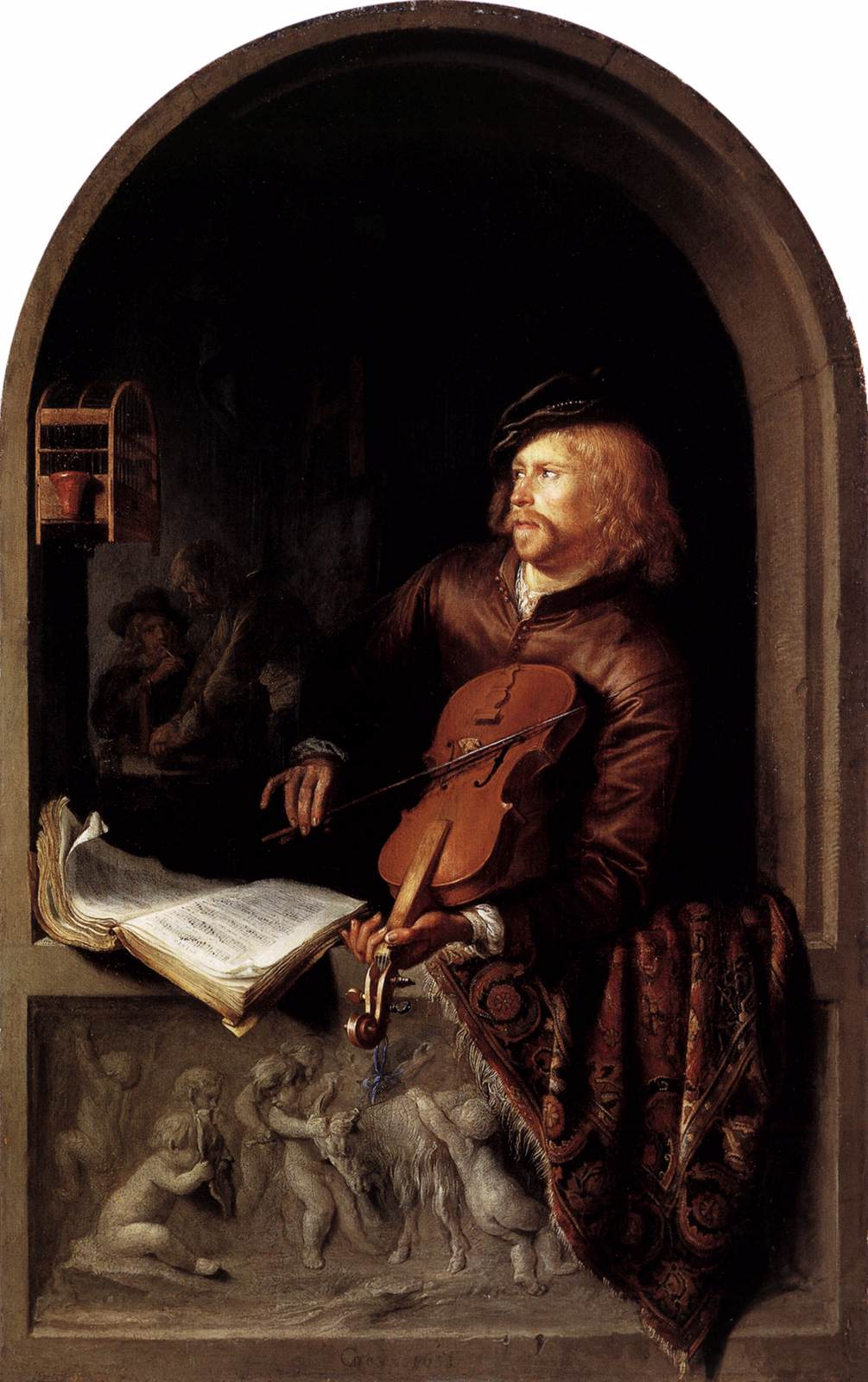
《小提琴手》，1653年，今藏于列支敦士登博物馆
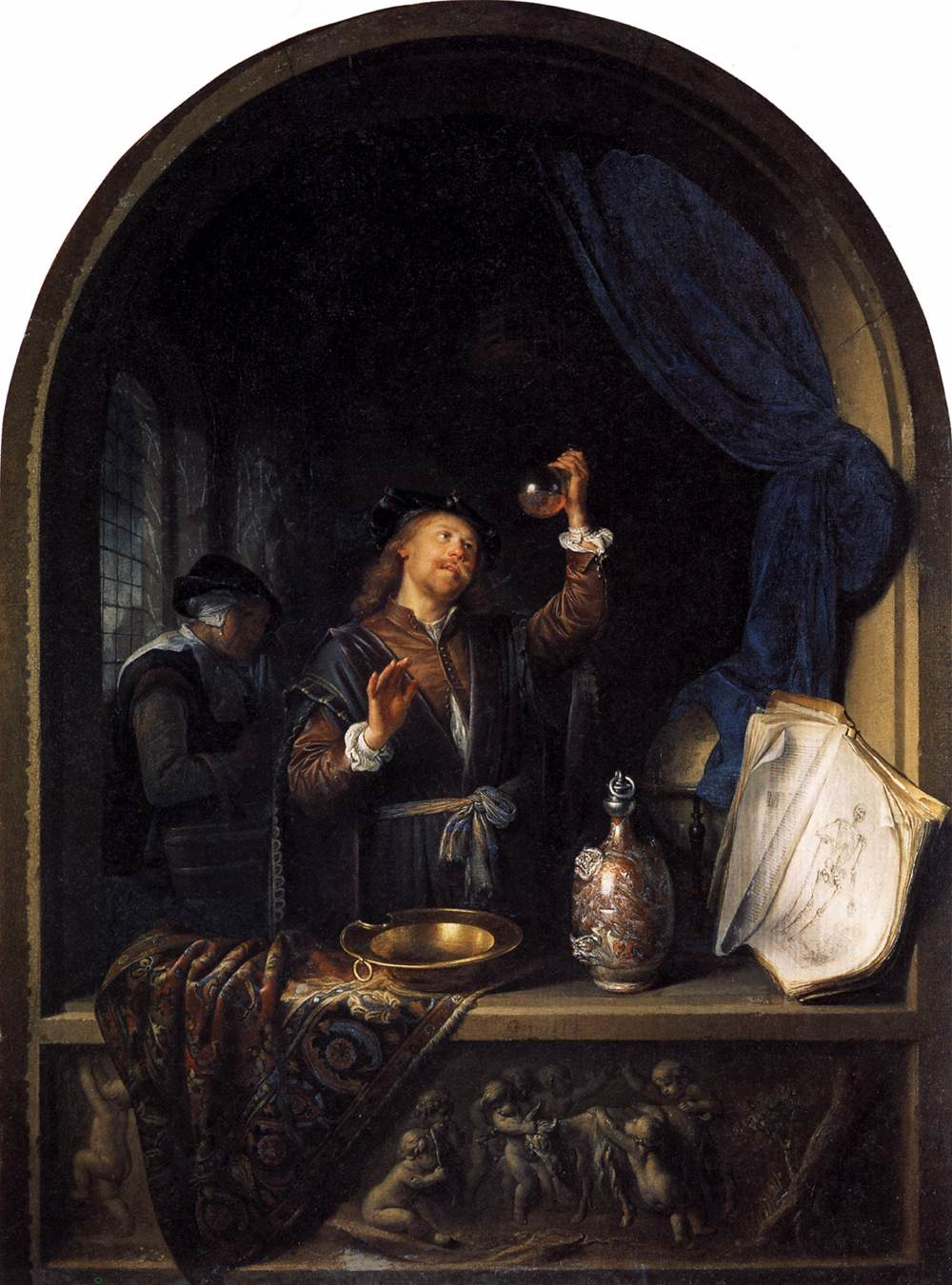
《医生（英语：The Physician (Dou)）》，1653年，今藏于维也纳艺术史博物馆
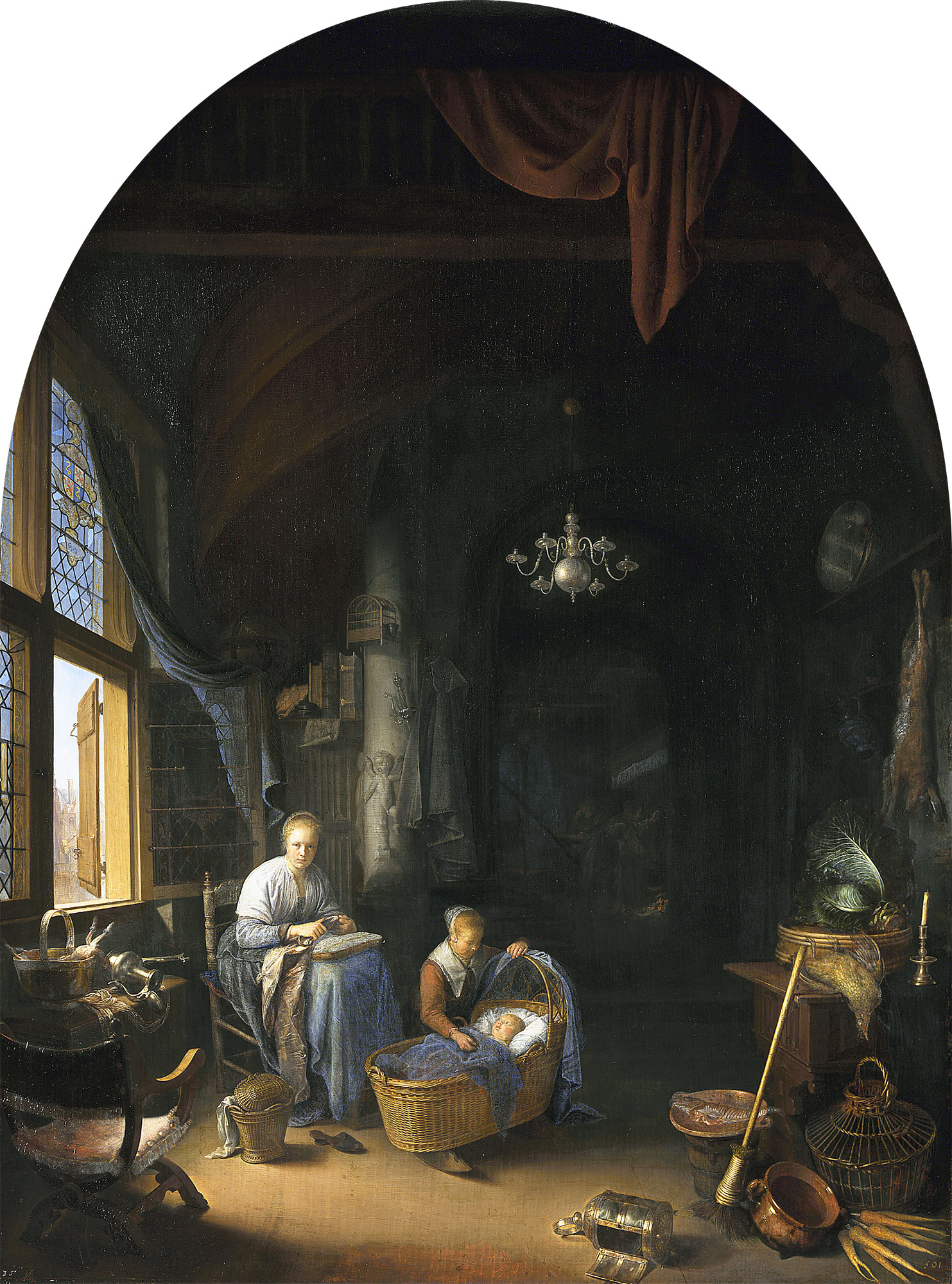
年轻的母亲（英语：The Young Mother (Dou)），1658年，今藏于毛里茨住宅美术馆
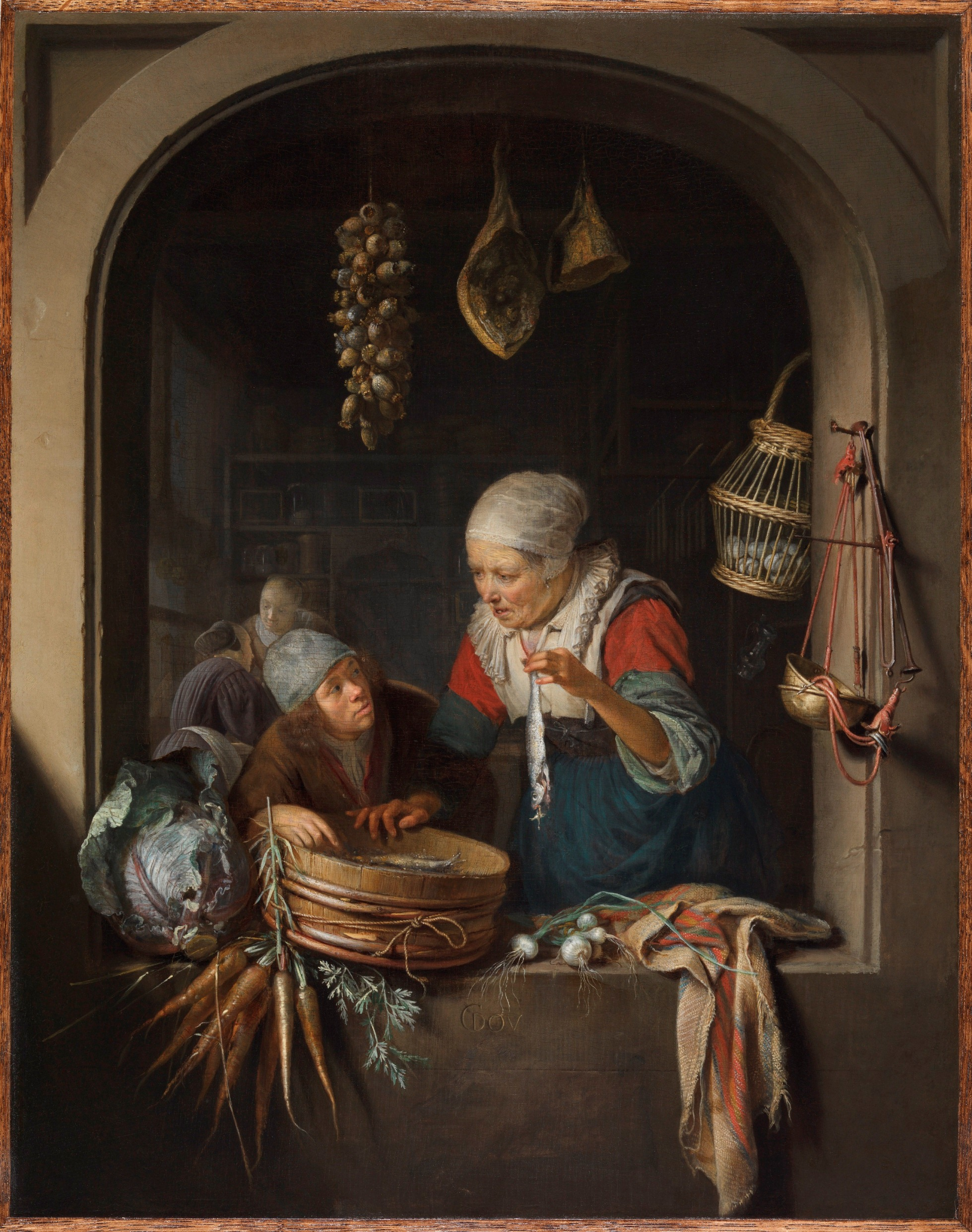
《鲱鱼小贩和男孩》，1664年，今由“莱顿收藏”（Leiden Collection）收藏
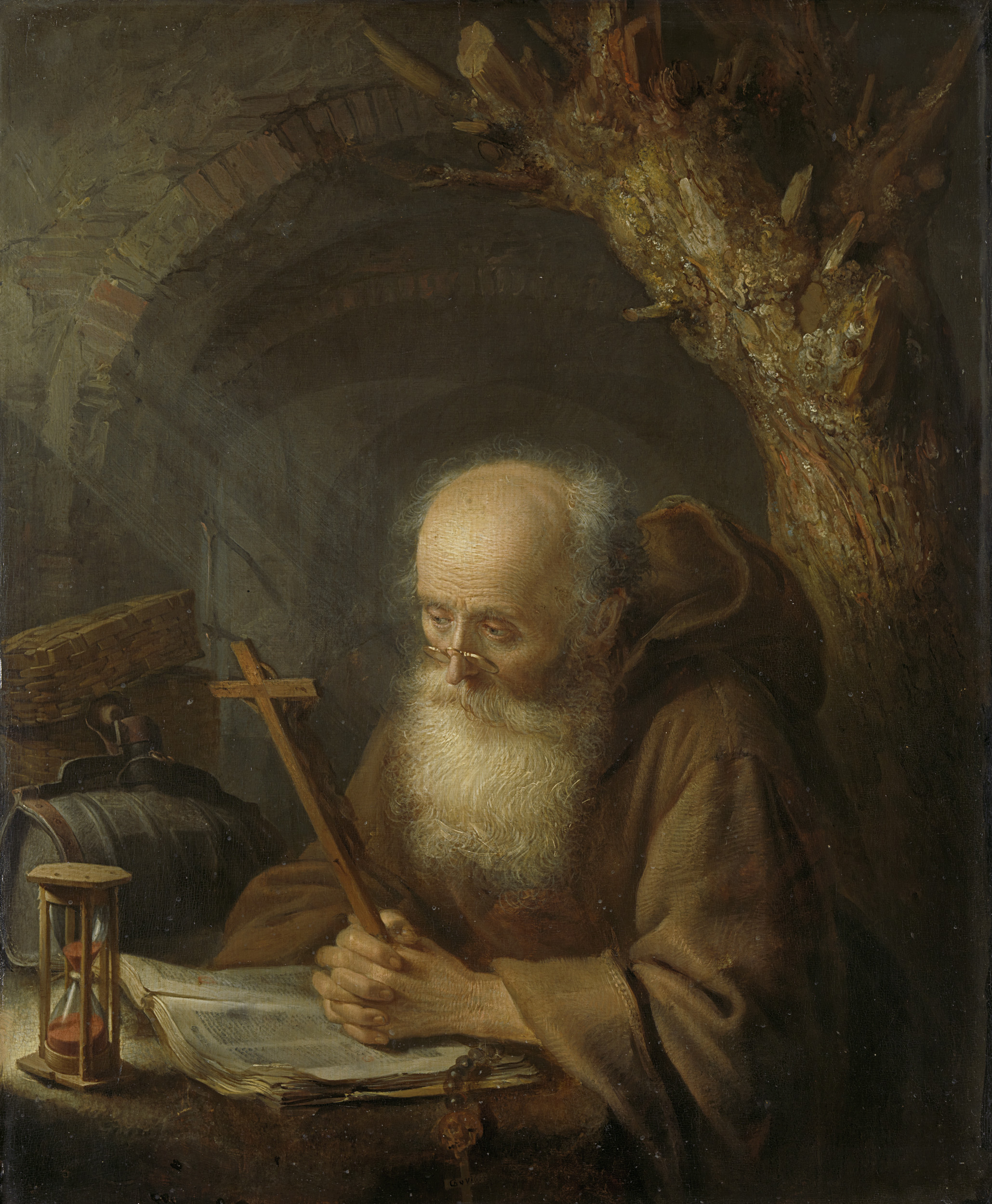
《隐士》，1664年，今藏于阿姆斯特丹国家博物馆
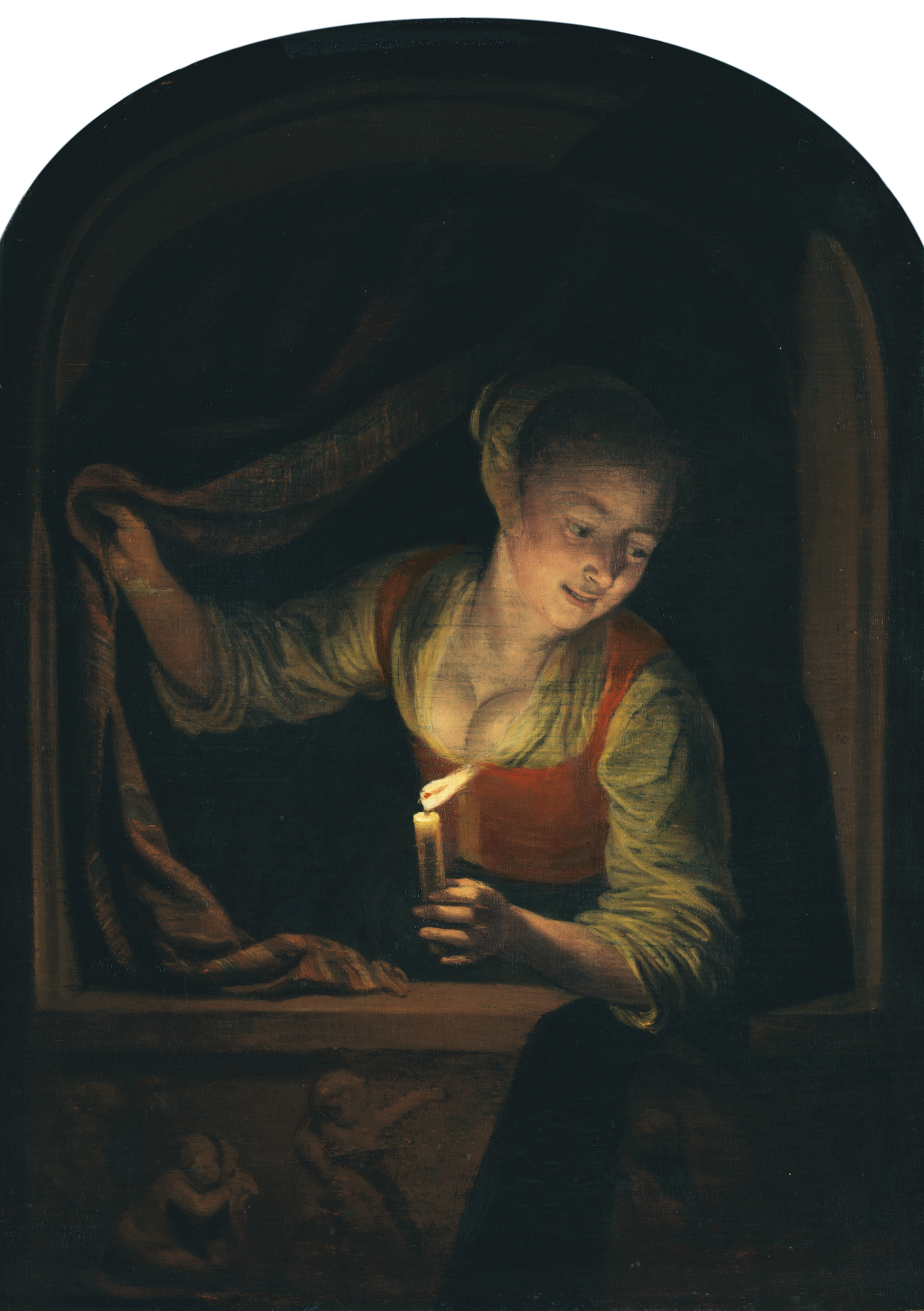
《窗边拿着蜡烛的女孩》，1658年-1665年，今藏于马德里提森-博内米萨博物馆
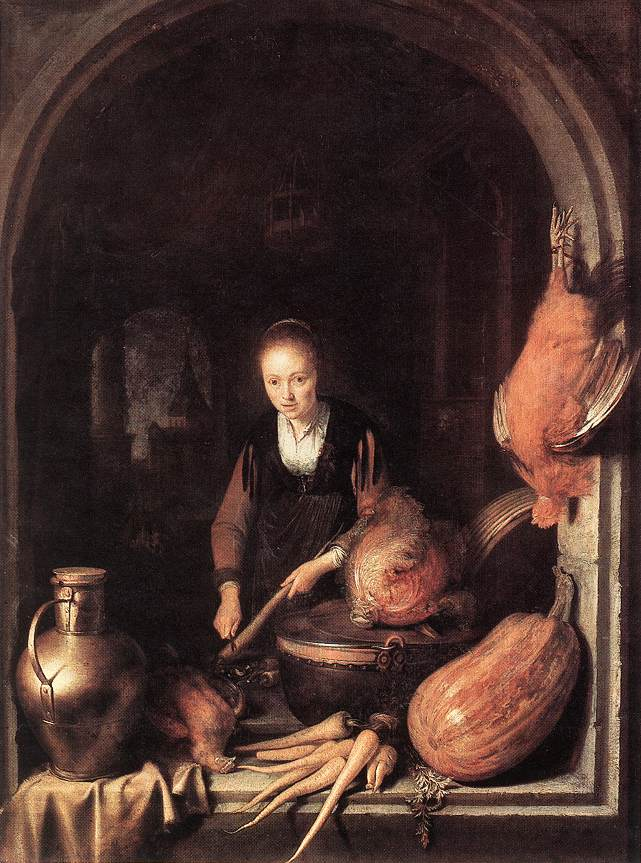
《剥胡萝卜的女人》
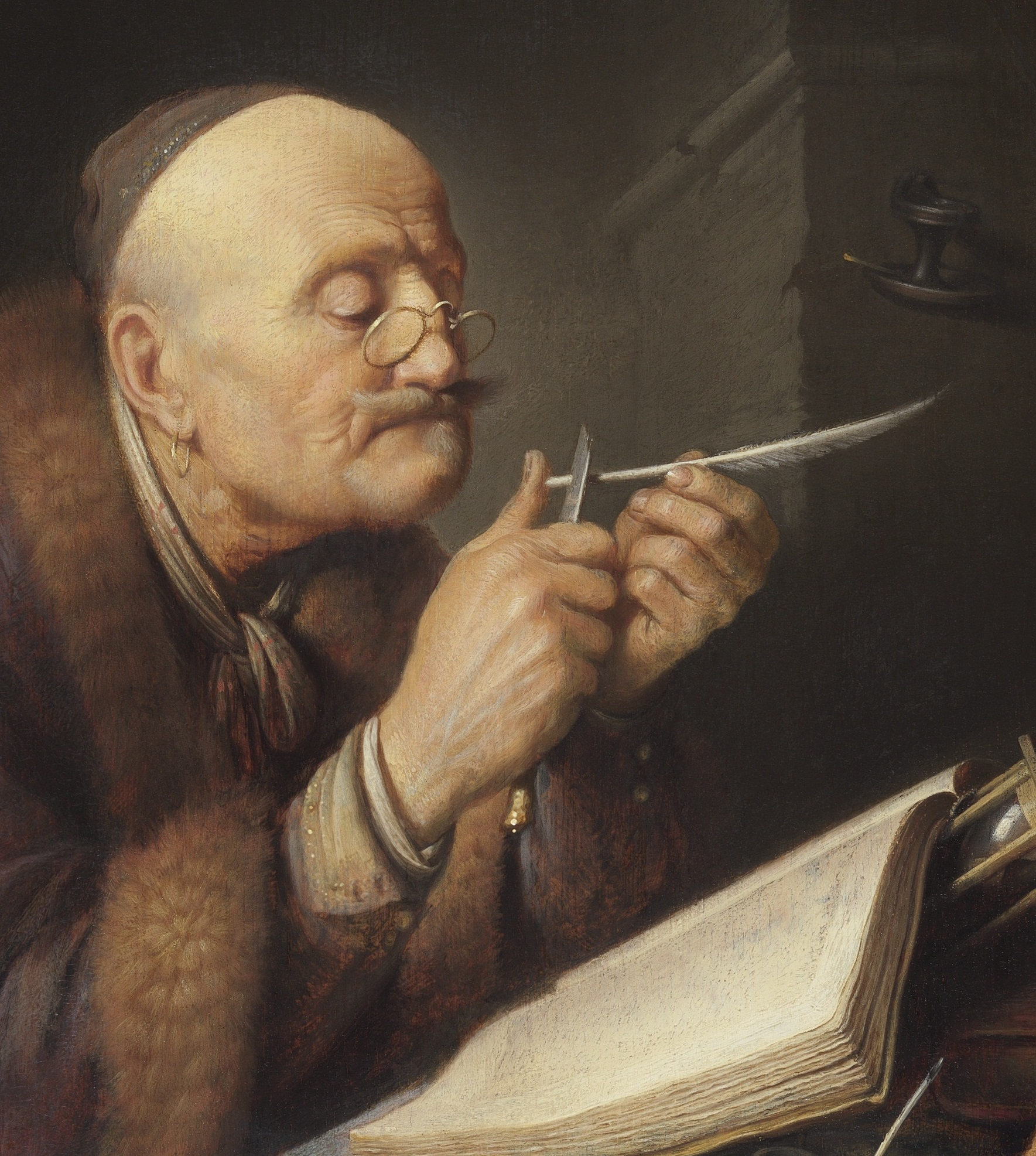
《削羽毛笔的学者》，1633年，今由“莱顿收藏”收藏
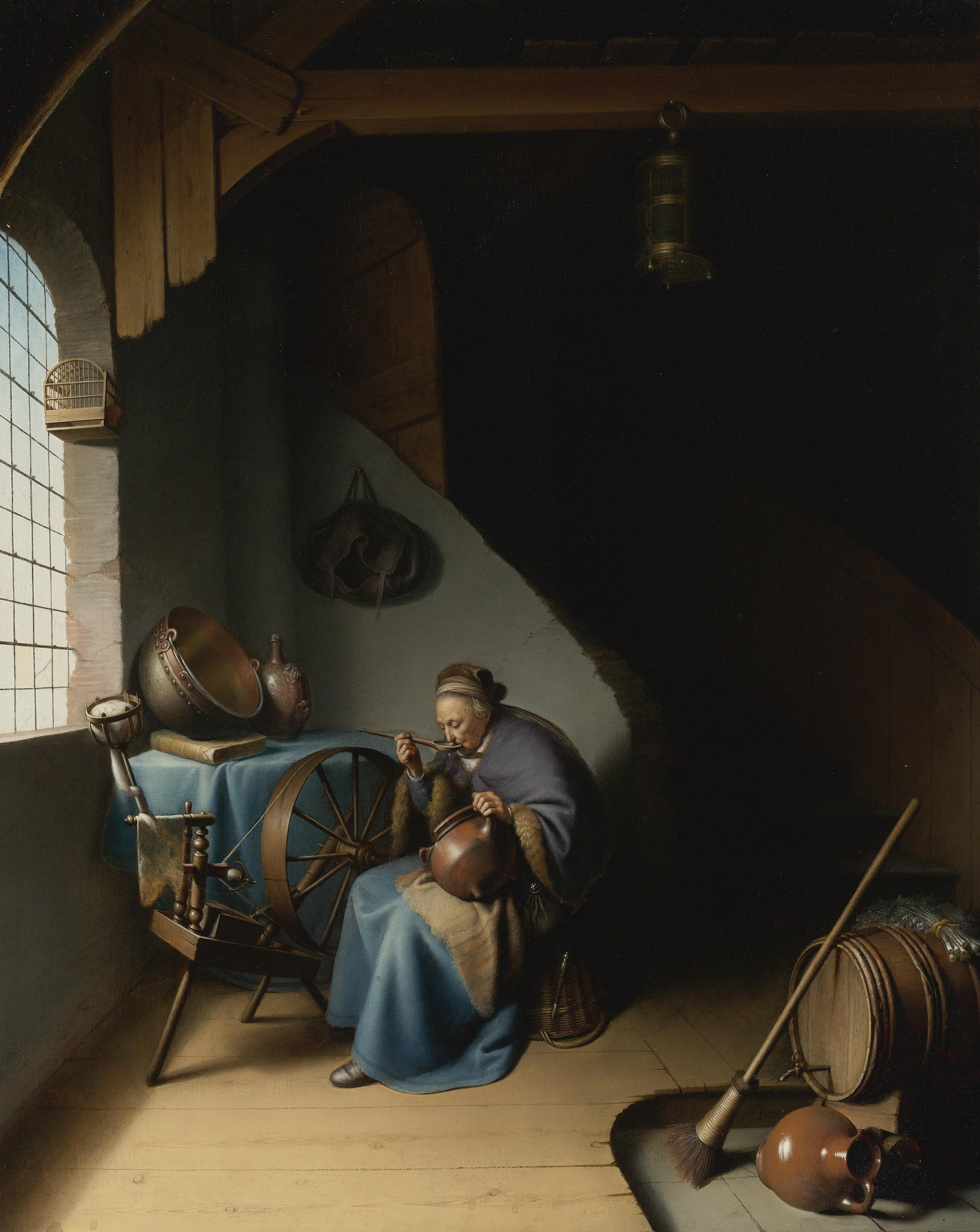
《喝粥的女人》，约1632年–1637年，私人收藏
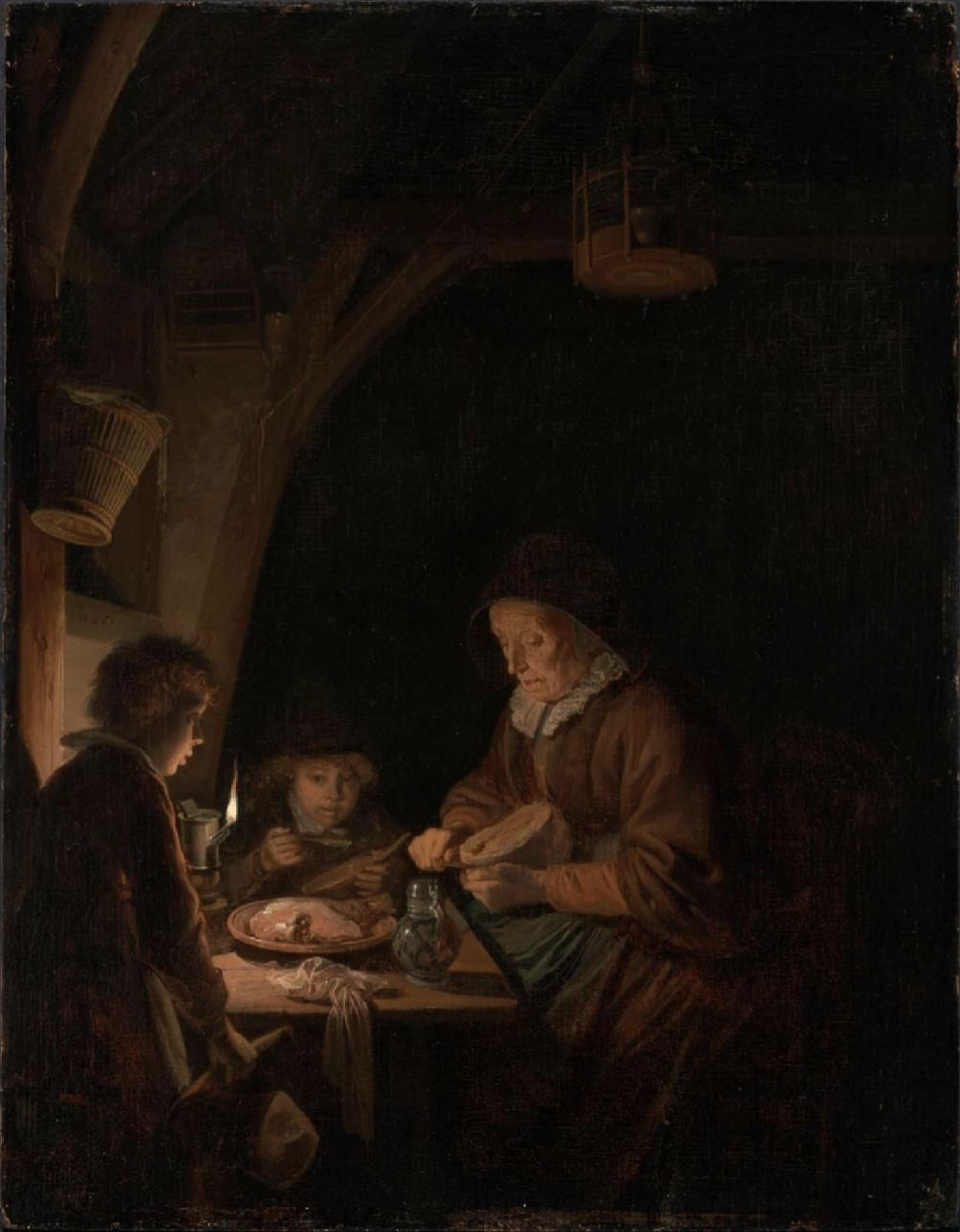
《切面包的老妇人》，约1655年，今藏于波士頓美術館
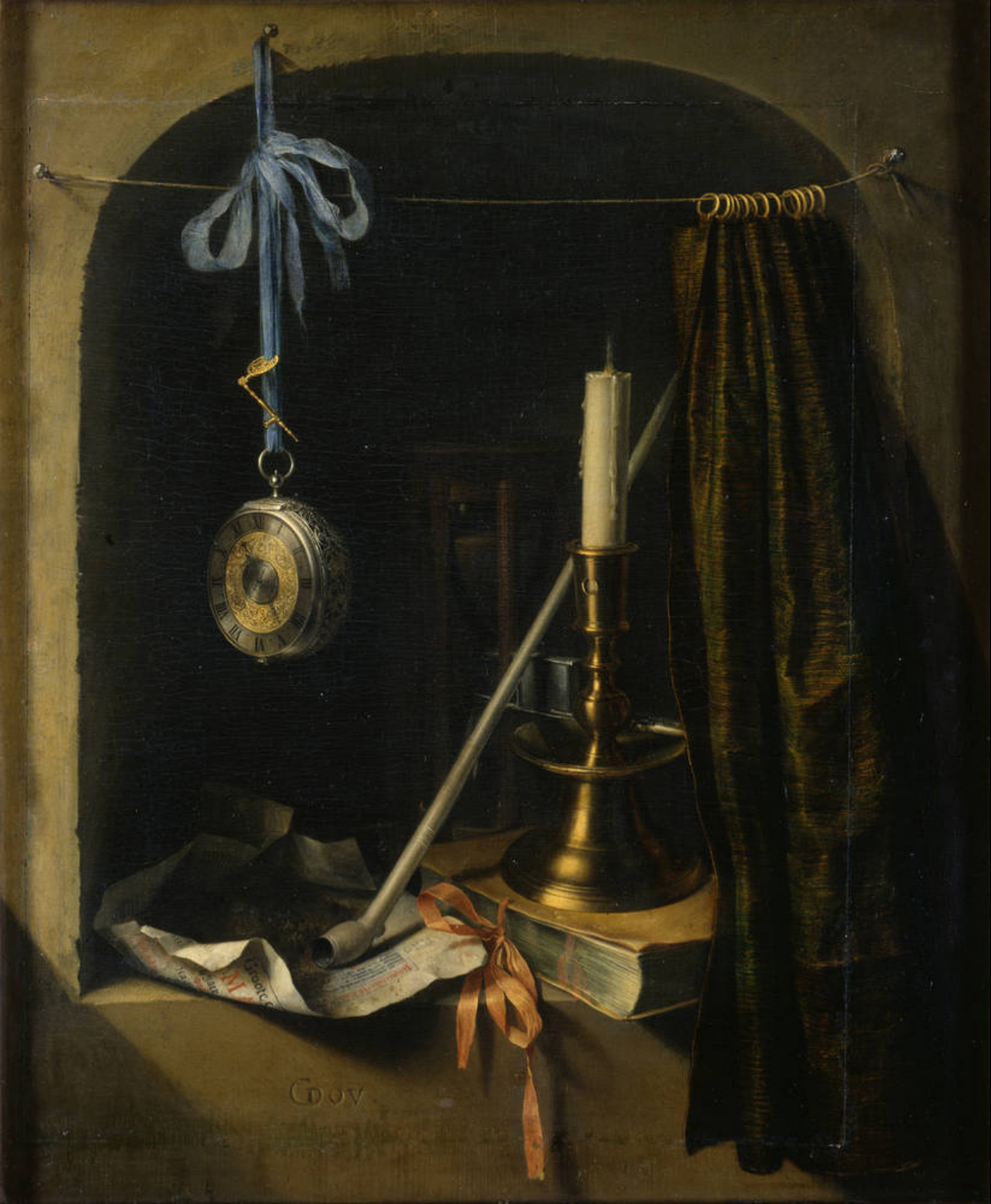
《静物》，约1660年，今藏于德累斯顿国家艺术收藏馆
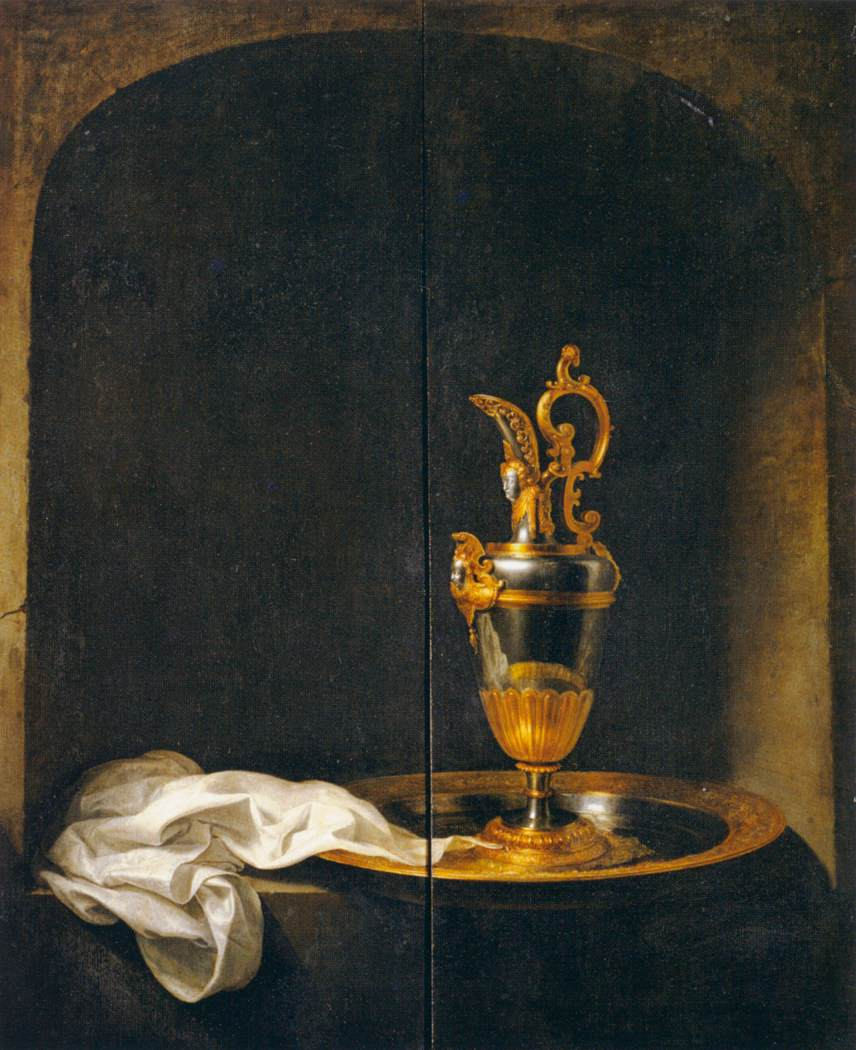
《银壶》，约1663年，今藏于卢浮宫博物馆
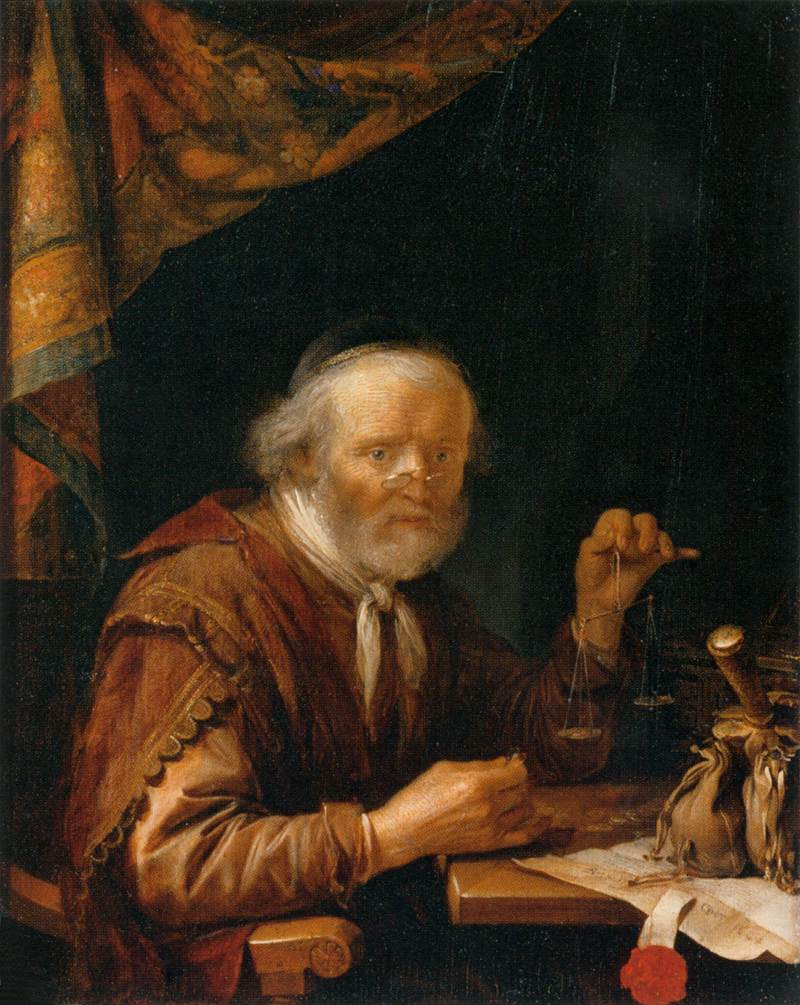
《放债人》，约1664年，今藏于卢浮宫博物馆
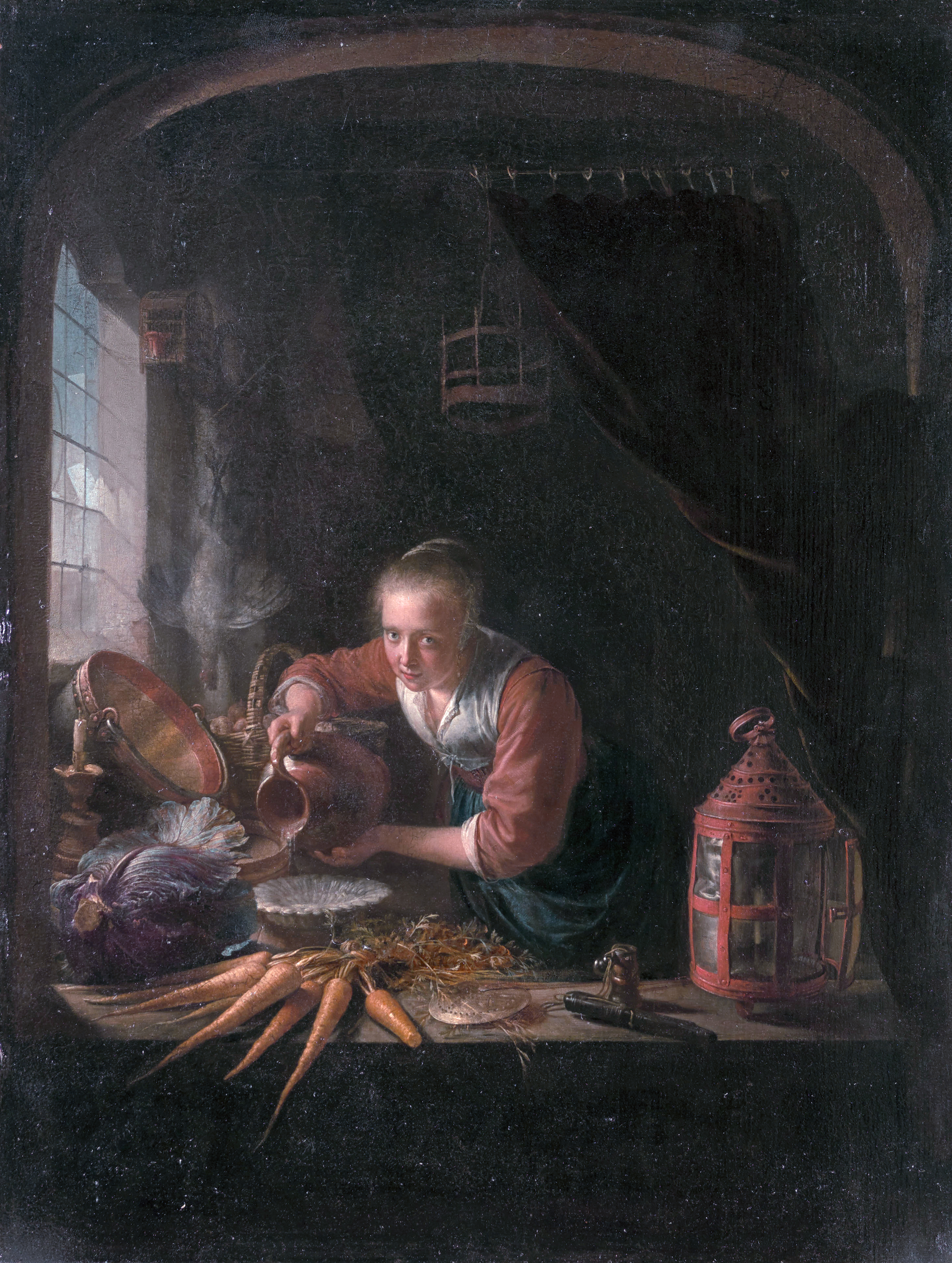
《将水倒入罐子的女人》，1655年-1665年，今藏于卢浮宫博物馆
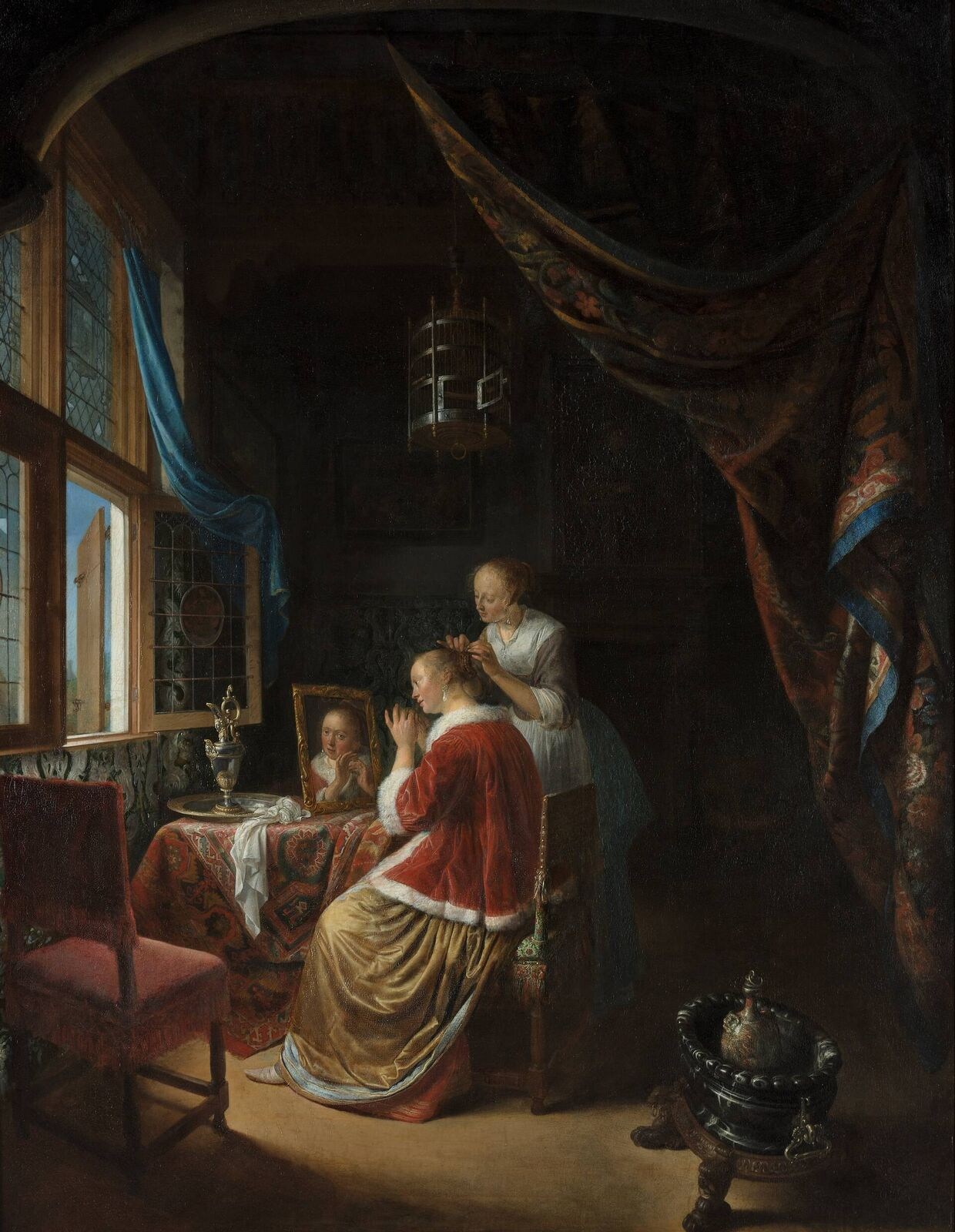
《厕所里的年轻女子》，1667年，今藏于博伊曼斯·范伯宁恩美术馆